# Élections législatives de 1981 dans la Haute-Garonne
Les élections législatives françaises de 1981 dans la Haute-Garonne se déroulent les 14 et 21 juin 1981.

## Élus
| Circonscription | Député sortant   | Parti | Parti | Député élu ou réélu | Parti | Parti |
| --------------- | ---------------- | ----- | ----- | ------------------- | ----- | ----- |
| 1re             | Alain Savary     |       | PS    | Alain Savary        |       | PS    |
| 2e              | Gérard Bapt      |       | PS    | Gérard Bapt         |       | PS    |
| 3e              | Maurice Andrieu  |       | PS    | Louis Lareng        |       | PS    |
| 4e              | Alex Raymond     |       | PS    | Alex Raymond        |       | PS    |
| 5e              | Gérard Houteer   |       | PS    | Gérard Houteer      |       | PS    |
| 6e              | Maurice Masquère |       | PS    | Pierre Ortet        |       | PS    |

## Positionnement des partis
Le Parti socialiste et le Parti communiste français, sous l'appellation « majorité d'union de la gauche », se présentent dans les six circonscriptions haut-garonnaises. Les socialistes investissent les députés sortants Alain Savary, ministre de l'Éducation nationale, Gérard Bapt, conseiller général de Toulouse-7, Alex Raymond, conseiller général de Toulouse-3 et maire de Colomiers, et Gérard Houteer, l'ancien suppléant de Maurice Andrieu, Louis Lareng, et Pierre Ortet, conseiller général de Saint-Gaudens et maire de Villeneuve-de-Rivière, tandis que les communistes soutiennent Martine Blanco, conseillère municipale de Toulouse, Claude Llabres, conseiller général de Toulouse-6 et vice-président du conseil général, Alain Pecastaing, conseiller municipal de Toulouse et président du groupe communiste, René Piquet, député européen, Jacques Agrain, vice-président du conseil régional de Midi-Pyrénées, et Simone Rinaldi. Quant au Mouvement des radicaux de gauche, il est représenté par Étienne Garde dans la circonscription de Saint-Gaudens (6e).
Il en est de même à droite avec l'Union pour la nouvelle majorité (UNM), alliance électorale réunissant les partis membres de la majorité sortante, qui soutient des candidats dans l'ensemble des circonscriptions, notamment Michel Valdiguié et François Farré, adjoints au maire de Toulouse, André Lacaze et Jean-François Sirven, maire délégué de la commune associée de Saint-Gaudens - Liéoux. Dans les 4e (Toulouse-Ouest) et 5e circonscription (Muret), deux candidats bénéficient du soutien de l'UNM : Jean Diebold (RPR) et Richard Jurasz (UDF-PR) dans la quatrième, Jean-Paul Hiélard (RPR) et Michel Rondé-Oustau (UDF-Rad.), adjoint au maire de Muret, dans la cinquième. On compte par ailleurs deux candidats divers droite, Guy Etchegoinberry et Jacques Belhomme, dans les circonscriptions de Toulouse-Sud et Muret.
Enfin, Lutte ouvrière et la Ligue communiste révolutionnaire pour l'extrême gauche, ont six candidats (5 LO et 1 LCR), le Parti socialiste unifié (PSU) présente sous l'étiquette « Alternative 81 », Bertrand Verdier (2e), Jean-Pierre Gilly (3e) et Jean-Claude Gallard (4e), les gaullistes de progrès du Mouvement solidarité participation (MSP), René Segond (2e), et le Parti des forces nouvelles (extrême droite) est présent à Toulouse-Nord (1re).

## Résultats

### Résultats à l'échelle du département
| Parti          | Parti                              | Premier tour | Premier tour | Second tour | Second tour | Sièges |
| Parti          | Parti                              | Voix         | %            | Voix        | %           | Sièges |
| -------------- | ---------------------------------- | ------------ | ------------ | ----------- | ----------- | ------ |
|                | Parti socialiste                   | 184 749      | 51,79        | 71 821      | 62,33       | 6      |
|                | Parti communiste français          | 46 692       | 13,09        |             |             | 0      |
|                | Mouvement des radicaux de gauche   | 1 497        | 0,42         | 0           |             |        |
|                | Majorité présidentielle            | 232 938      | 65,30        | 71 821      | 62,33       | 6      |
|                |                                    |              |              |             |             |        |
|                | Rassemblement pour la République   | 61 007       | 17,10        | 23 783      | 20,64       | 0      |
|                | Union pour la démocratie française | 49 296       | 13,82        | 19 619      | 17,03       | 0      |
|                | Divers droite                      | 3 575        | 1,00         |             |             | 0      |
|                | Union pour la nouvelle majorité    | 113 878      | 31,92        | 43 402      | 37,67       | 0      |
|                |                                    |              |              |             |             |        |
|                | Lutte ouvrière                     | 4 347        | 1,22         |             |             | 0      |
|                | Parti socialiste unifié            | 3 782        | 1,06         | 0           |             |        |
|                | Gaullistes d'opposition            | 1 105        | 0,31         | 0           |             |        |
|                | Ligue communiste révolutionnaire   | 664          | 0,18         | 0           |             |        |
|                | Parti des forces nouvelles         | 1            | 0,00         | 0           |             |        |
|                |                                    |              |              |             |             |        |
| Inscrits       | Inscrits                           | 528 486      | 100,00       | 169 550     | 100,00      | 6      |
| Abstentions    | Abstentions                        | 165 250      | 31,27        | 52 292      | 30,84       |        |
| Votants        | Votants                            | 363 236      | 68,73        | 117 258     | 69,16       |        |
| Blancs et nuls | Blancs et nuls                     | 6 521        | 1,8          | 2 035       | 1,74        |        |
| Exprimés       | Exprimés                           | 356 715      | 98,2         | 115 223     | 98,26       |        |

### Résultats par circonscription

#### Première circonscription (Toulouse-Nord)
|                | Alain Savary sortant réélu | PS             | 22 445 | 50,19  |  |  |  |
|                | Michel Valdiguié           | UDF (CDS)      | 16 225 | 36,28  |  |  |  |
|                | Martine Blanco             | PCF            | 4 810  | 10,76  |  |  |  |
|                | Georges Malet              | LCR            | 664    | 1,48   |  |  |  |
|                | Anne-Marie Laflorentie     | LO             | 575    | 1,29   |  |  |  |
|                | Francis Gareau             | PFN            | 1      | 0      |  |  |  |
|                |                            |                |        |        |  |  |  |
| Inscrits       | Inscrits                   | Inscrits       | 66 503 | 100,00 |  |  |  |
| Abstentions    | Abstentions                | Abstentions    | 21 076 | 31,69  |  |  |  |
| Votants        | Votants                    | Votants        | 45 427 | 68,31  |  |  |  |
| Blancs et nuls | Blancs et nuls             | Blancs et nuls | 707    | 1,56   |  |  |  |
| Exprimés       | Exprimés                   | Exprimés       | 44 720 | 98,44  |  |  |  |

#### Deuxième circonscription (Toulouse-Centre)
| Candidat       | Candidat                  | Parti          | Premier tour | Premier tour | Second tour | Second tour |  |
| Candidat       | Candidat                  | Parti          | Voix         | %            | Voix        | %           |  |
| -------------- | ------------------------- | -------------- | ------------ | ------------ | ----------- | ----------- |  |
|                | Gérard Bapt sortant réélu | PS             | 25 926       | 49,69        | 34 635      | 63,84       |  |
|                | François Farré            | UDF (UNM)      | 17 316       | 33,19        | 19 619      | 36,16       |  |
|                | Claude Llabres            | PCF            | 6 877        | 13,18        |             |             |  |
|                | René Segond               | Divers (GO)    | 1 105        | 2,12         |             |             |  |
|                | Bertrand Verdier          | PSU            | 950          | 1,82         |             |             |  |
|                |                           |                |              |              |             |             |  |
| Inscrits       | Inscrits                  | Inscrits       | 80 219       | 100,00       | 80 197      | 100,00      |  |
| Abstentions    | Abstentions               | Abstentions    | 26 812       | 33,42        | 24 981      | 31,15       |  |
| Votants        | Votants                   | Votants        | 53 407       | 66,58        | 55 216      | 68,85       |  |
| Blancs et nuls | Blancs et nuls            | Blancs et nuls | 1 233        | 2,31         | 962         | 1,74        |  |
| Exprimés       | Exprimés                  | Exprimés       | 52 174       | 97,69        | 54 254      | 98,26       |  |

#### Troisième circonscription (Toulouse-Sud)
| Candidat       | Candidat           | Parti          | Premier tour | Premier tour | Second tour | Second tour |  |
| Candidat       | Candidat           | Parti          | Voix         | %            | Voix        | %           |  |
| -------------- | ------------------ | -------------- | ------------ | ------------ | ----------- | ----------- |  |
|                | Louis Lareng élu   | PS             | 27 510       | 47,06        | 37 186      | 60,99       |  |
|                | André Lacaze       | RPR (UNM)      | 20 538       | 35,13        | 23 783      | 39,01       |  |
|                | Alain Pecastaing   | PCF            | 6 578        | 11,25        |             |             |  |
|                | Guy Etchegoinberry | Divers droite  | 1 727        | 2,95         |             |             |  |
|                | Jean-Pierre Gilly  | PSU            | 1 452        | 2,48         |             |             |  |
|                | Georges Abellan    | LO             | 656          | 1,12         |             |             |  |
|                |                    |                |              |              |             |             |  |
| Inscrits       | Inscrits           | Inscrits       | 89 361       | 100,00       | 89 353      | 100,00      |  |
| Abstentions    | Abstentions        | Abstentions    | 29 820       | 33,37        | 27 311      | 30,57       |  |
| Votants        | Votants            | Votants        | 59 541       | 66,63        | 62 042      | 69,43       |  |
| Blancs et nuls | Blancs et nuls     | Blancs et nuls | 1 080        | 1,81         | 1 073       | 1,73        |  |
| Exprimés       | Exprimés           | Exprimés       | 58 461       | 98,19        | 60 969      | 98,27       |  |

#### Quatrième circonscription (Toulouse-Ouest)
|                | Alex Raymond sortant réélu | PS             | 44 619  | 55,25  |  |  |  |
|                | Jean Diebold               | RPR (UNM)      | 15 358  | 19,02  |  |  |  |
|                | René Piquet                | PCF            | 12 243  | 15,16  |  |  |  |
|                | Richard Jurasz             | UDF (PR)       | 6 102   | 7,56   |  |  |  |
|                | Jean-Claude Gallard        | PSU            | 1 380   | 1,71   |  |  |  |
|                | Robert Roig                | LO             | 1 058   | 1,31   |  |  |  |
|                |                            |                |         |        |  |  |  |
| Inscrits       | Inscrits                   | Inscrits       | 121 657 | 100,00 |  |  |  |
| Abstentions    | Abstentions                | Abstentions    | 39 435  | 32,41  |  |  |  |
| Votants        | Votants                    | Votants        | 82 222  | 67,59  |  |  |  |
| Blancs et nuls | Blancs et nuls             | Blancs et nuls | 1 462   | 1,78   |  |  |  |
| Exprimés       | Exprimés                   | Exprimés       | 80 760  | 98,22  |  |  |  |

#### Cinquième circonscription (Muret)
|                | Gérard Houteer sortant réélu | PS             | 39 982  | 51,77  |  |  |  |
|                | Jean-Paul Hiélard            | RPR (UNM)      | 13 427  | 17,38  |  |  |  |
|                | Jacques Agrain               | PCF            | 11 166  | 14,46  |  |  |  |
|                | Michel Rondé-Oustau          | UDF (Rad)      | 9 653   | 12,50  |  |  |  |
|                | Jacques Belhomme             | Divers droite  | 1 848   | 2,39   |  |  |  |
|                | Christine Morlans            | LO             | 1 160   | 1,50   |  |  |  |
|                |                              |                |         |        |  |  |  |
| Inscrits       | Inscrits                     | Inscrits       | 107 629 | 100,00 |  |  |  |
| Abstentions    | Abstentions                  | Abstentions    | 29 097  | 27,03  |  |  |  |
| Votants        | Votants                      | Votants        | 78 532  | 72,97  |  |  |  |
| Blancs et nuls | Blancs et nuls               | Blancs et nuls | 1 296   | 1,65   |  |  |  |
| Exprimés       | Exprimés                     | Exprimés       | 77 236  | 98,35  |  |  |  |

#### Sixième circonscription (Saint-Gaudens)
|                | Pierre Ortet élu     | PS             | 24 267 | 55,96  |  |  |  |
|                | Jean-François Sirven | RPR (UNM)      | 11 684 | 26,94  |  |  |  |
|                | Simone Rinaldi       | PCF            | 5 018  | 11,57  |  |  |  |
|                | Étienne Garde        | MRG            | 1 497  | 3,45   |  |  |  |
|                | Jean Fernandez       | LO             | 898    | 2,07   |  |  |  |
|                |                      |                |        |        |  |  |  |
| Inscrits       | Inscrits             | Inscrits       | 63 117 | 100,00 |  |  |  |
| Abstentions    | Abstentions          | Abstentions    | 19 010 | 30,12  |  |  |  |
| Votants        | Votants              | Votants        | 44 107 | 69,88  |  |  |  |
| Blancs et nuls | Blancs et nuls       | Blancs et nuls | 743    | 1,68   |  |  |  |
| Exprimés       | Exprimés             | Exprimés       | 43 364 | 98,32  |  |  |  |